# Glaciar Clayton
Glaciar Clayton (en inglés: Clayton Glacier) es un pequeño glaciar que fluye hacia el norte a lo largo de los Picos Murphy en el Fiordo Puesta del Sol, Bahía de las Islas, Georgia del Sur. Fue nombrado por los topónimos del Comité Antártico del Reino Unido para Roger Clayton, geólogo que trabajaba en la zona de British Antarctic Survey entre 1972-1974.